# 武烈天皇
武烈天皇（日语：／ Buretsu Tennō）。根據《古事記》和《日本書紀》的記載，他是日本第25代天皇。
《日本書紀》指出暴虐的武烈天皇可以和中國的桀、紂相比：他為了要知道未出生胎兒的樣貌，曾下令剖開孕婦的肚子。以及強迫女子坐在木板上使其與馬性交，然後在旁觀賞。然而其暴虐行徑之敘述在《古事記》並未記載，且多半引自《呂氏春秋》、《烈女傳》等中國典籍。
武烈天皇是仁德天皇一系子孫在自相殘殺之後的唯一餘孤，且武烈天皇沒有子嗣，因此在他死後方由皇室旁支之繼體天皇繼承皇位。
| 前任： 仁贤天皇 | 日本天皇 | 繼任： 继体天皇 |